# روبن ويندسور
روبن ويندسور (بالإنجليزية: Robin Windsor)‏ هو راقص بريطاني، ولد في 15 سبتمبر 1979 في إبسوتش في المملكة المتحدة.